# Список видов семейства Plectreuridae
Список всех описанных видов пауков семейства Plectreuridae на 5 октября 2011 года. 4 рода (2 вымерших), 33 вида

## Kibramoa
Kibramoa Chamberlin, 1924
- Kibramoa guapa Gertsch, 1958 — США, Мексика
- Kibramoa hermani Chamberlin & Ivie, 1935 — США
- Kibramoa isolata Gertsch, 1958 — Мексика
- Kibramoa madrona Gertsch, 1958 — США
- Kibramoa paiuta Gertsch, 1958 — США
- Kibramoa suprenans (Chamberlin, 1919) — США
  - Kibramoa suprenans pima Gertsch, 1958 — США
- Kibramoa yuma Gertsch, 1958 — США

## Plectreurys
Plectreurys Simon, 1893
- Plectreurys angela Gertsch, 1958 — США
- Plectreurys ardea Gertsch, 1958 — Мексика
- Plectreurys arida Gertsch, 1958 — Мексика
- Plectreurys bicolor Banks, 1898 — Мексика
- Plectreurys castanea Simon, 1893 — США
- Plectreurys ceralbona Chamberlin, 1924 — Мексика
- Plectreurys conifera Gertsch, 1958 — США
- Plectreurys deserta Gertsch, 1958 — США
- Plectreurys globosa Franganillo, 1931 — Куба
- Plectreurys hatibonico Alayon, 2003 — Куба
- Plectreurys janzeni Alayon & Viquez, 2011 — от Гватемалы до Коста-Рики
- Plectreurys misteca Gertsch, 1958 — Мексика
- Plectreurys mojavea Gertsch, 1958 — США
- Plectreurys monterea Gertsch, 1958 — США
- Plectreurys nahuana Gertsch, 1958 — Мексика
- Plectreurys oasa Gertsch, 1958 — США
- Plectreurys paisana Gertsch, 1958 — Мексика
- Plectreurys schicki Gertsch, 1958 — США
- Plectreurys tecate Gertsch, 1958 — Мексика
- Plectreurys tristis Simon, 1893 — США, Мексика
- Plectreurys valens Chamberlin, 1924 — Мексика
- Plectreurys vaquera Gertsch, 1958 — Мексика
- Plectreurys zacateca Gertsch, 1958 — Мексика